# Rae-Buti-Lau
Rae-Buti-Lau (Raibutilau, Raibotilau) ist eine osttimoresische Aldeia im Suco Fatubessi (Verwaltungsamt Maubisse, Gemeinde Ainaro). 2015 lebten in der Aldeia 797 Menschen.

## Geographie
Rae-Buti-Lau liegt im Südosten des Sucos Fatubessi. Westlich befindet sich die Aldeia Cassimidei, nördlich die Aldeia Tutu-Fili und nordöstlich die Aldeia Hohulo. Im Südwesten und Osten grenzt Rae-Buti-Lau an den Suco Maulau und im Süden an den Suco Edi. Entlang der Südgrenze verläuft grob die Überlandstraße von Maubisse nach Turiscai. In der Aldeia gibt es nur eine Reihe kleine Weiler und einzelne Häuser und Hütten. Größere Ortschaften fehlen.